# Udea liopis
Udea liopis là một loài bướm đêm thuộc họ Crambidae. Nó là loài đặc hữu của Maui, Hawaii, Kauai, Oahu, Molokai và Lanai.

## Phụ loài
- Udea liopis liopis (Maui, Hawaii)
- Udea liopis rhodias Meyrick, 1899 (Kauai, Oahu, Molokai, Lanai)